# Jeu de Quistinic
Le jeu de Quistinic est un jeu d’adresse joué à Quistinic et Lanester, dans le Morbihan, en Bretagne.
Il est inscrit à l’Inventaire du patrimoine culturel immatériel en France.

## Déroulement du jeu
Le jeu de Quistinic est composé de 5 quilles suspendues à une barre horizontale, et de boules bretonnes. Le joueur doit lancer la boule dans les quilles de manière à les faire tourner sur cet axe. La quille doit faire 3/4 de tour et venir se poser sur une autre barre. Lorsque les 5 quilles ont été retournées et sont bloquées sur le deuxième axe, la partie est terminée. 

## Historique
Ce type de jeu de quille a été retrouvé à Quistinic par une association, Div Yezh Lann Ar Ster. Elle regroupe des parents d’élèves et vise à soutenir l’enseignement du breton dans les cycles scolaire primaire et secondaire de Lanester. L’association possède des jeux bretons traditionnels, comme une boule pendante, un trou du chat, des jeux de quilles, des lancers de fers, ou encore un jeu de tir qu’ils rénovent et mettent à disposition du public lors de différents évènement. Ces jeux ont longtemps officié dans les kermesses des écoles maternelles.  